# Ronneby
För andra betydelser, se Ronneby (olika betydelser).

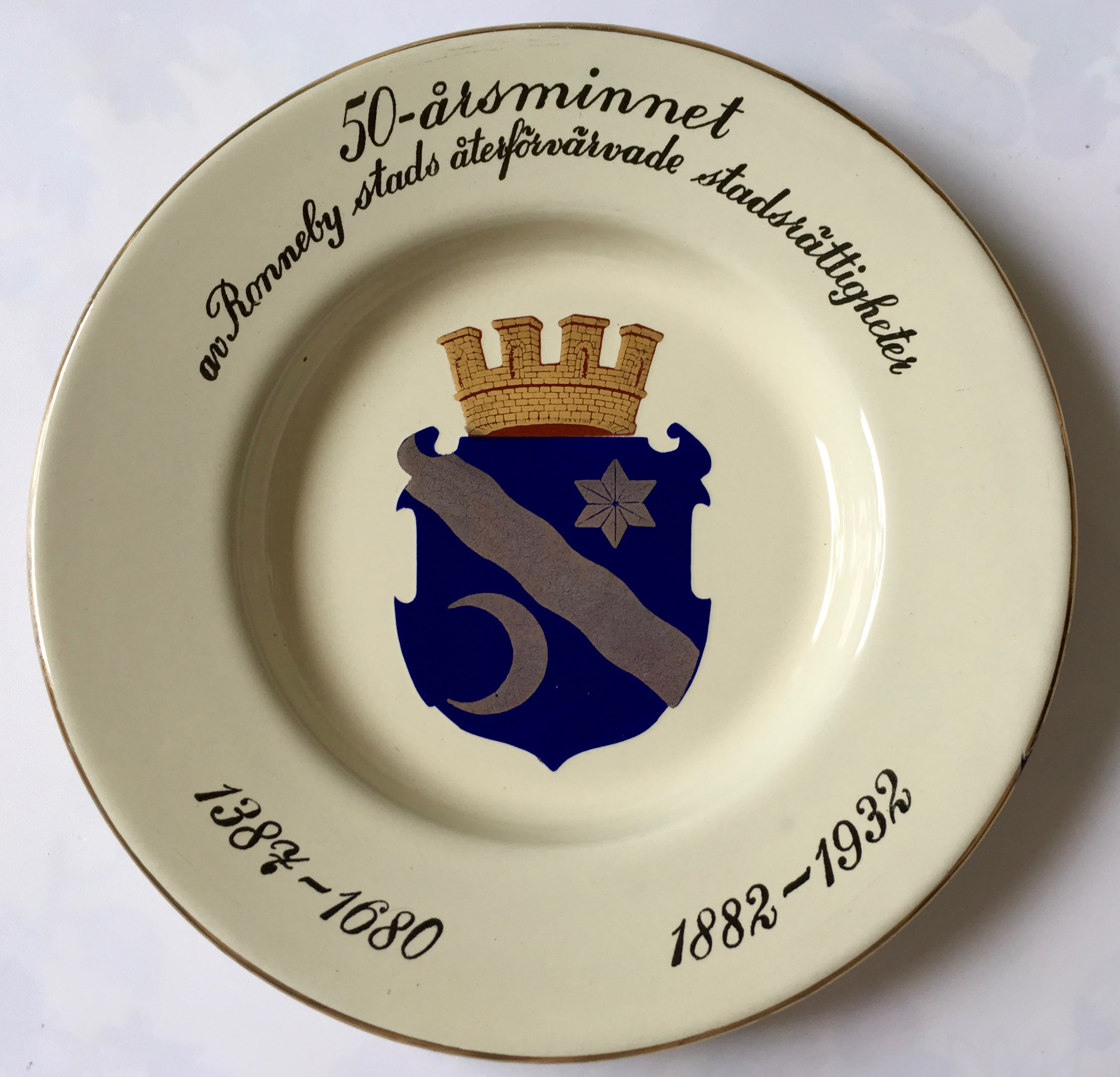
Minnestallrik för stadsrättigheterna 1387–1680 och 1882–1932. Tallriken är tillverkad 1932 av Kockums Emaljerverk då Ronneby stad firade sitt 50-årsjubileum med att ha återfått sina stadsrättigheterna.

Ronneby är en tätort i Blekinge och centralort i Ronneby kommun i Blekinge län, belägen vid Ronnebyån mellan östersjökusten och europavägen E22:an.

## Historia

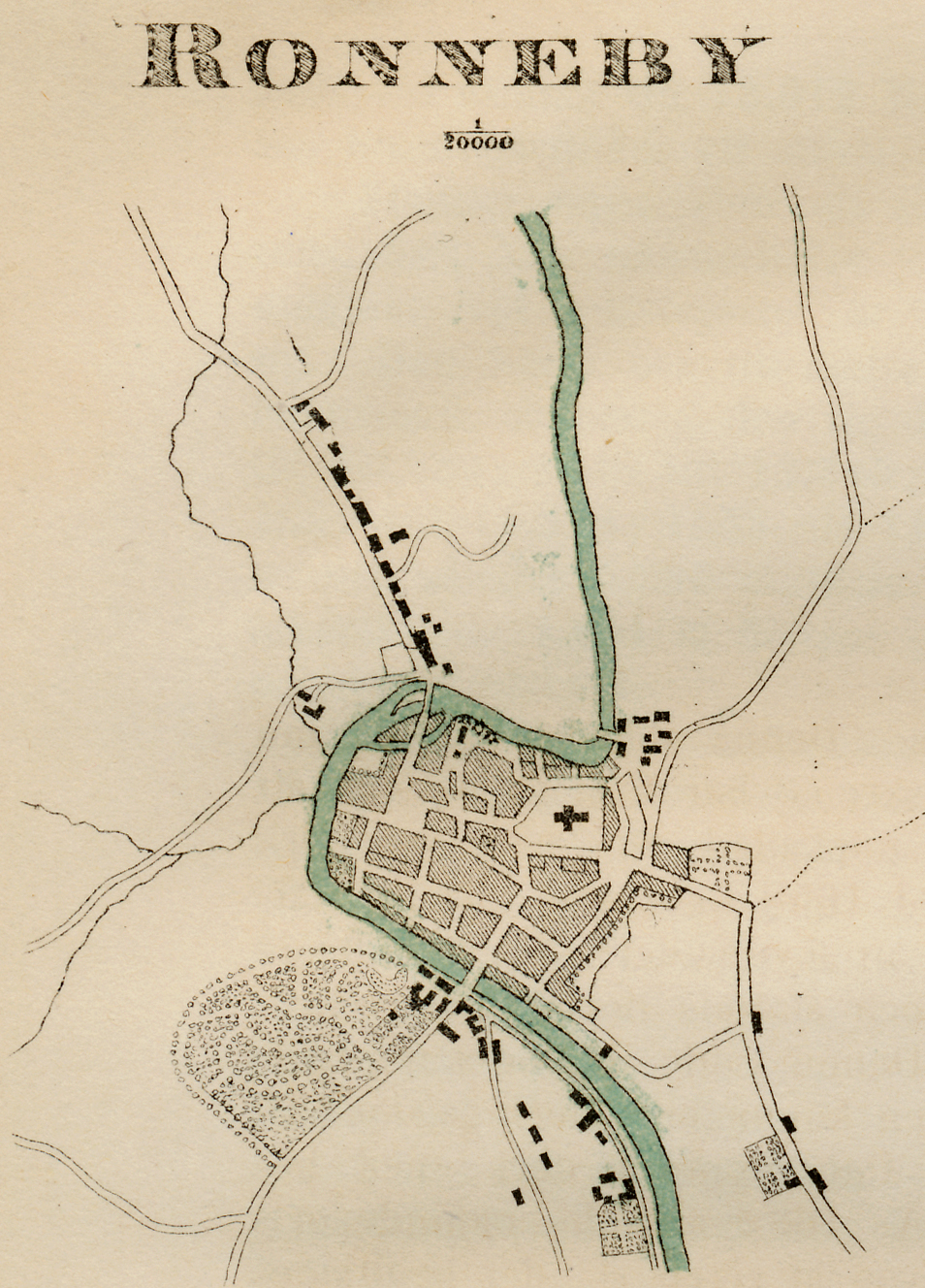
Ronneby på 1850-talet.

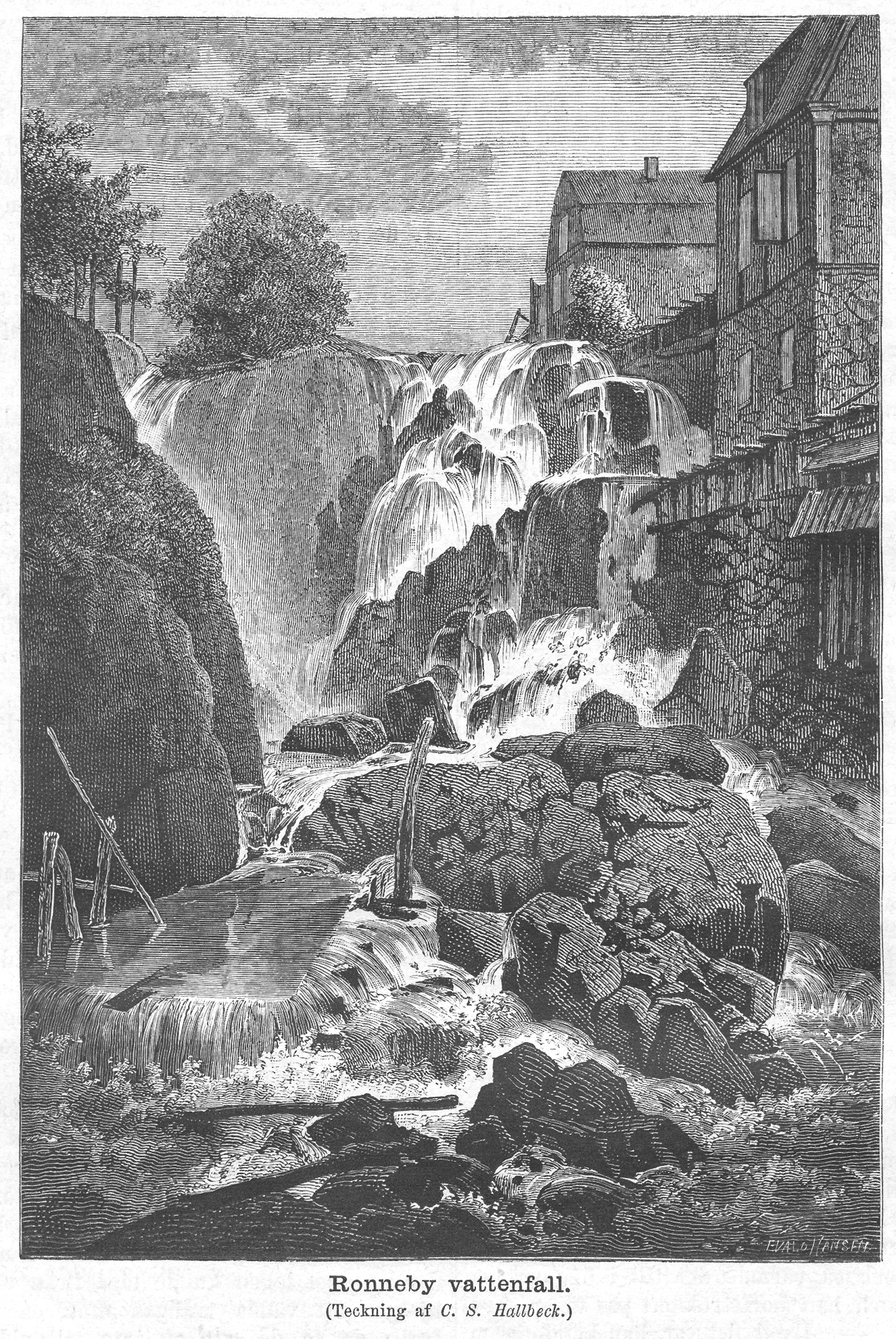
Äldre illustration av vattenfallet i centrala Ronneby.

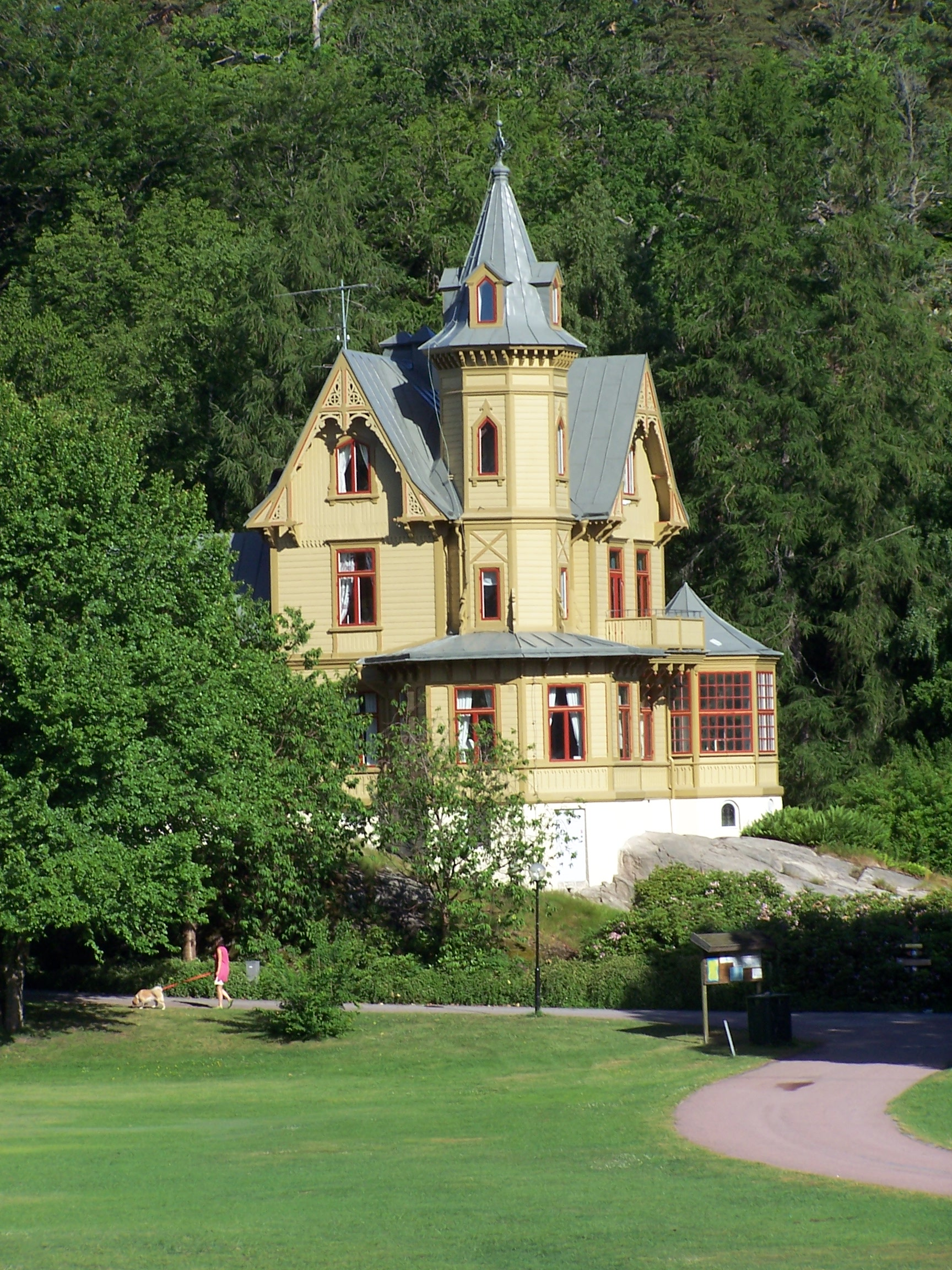
Direktörsvillan, Brunnsparken.

Ronnebys ursprung kan ledas till tiden runt år 700 e. Kr. med spår av fornborgar och andra lämningar. Staden har fått sitt namn av Ronnebyån som från början hette Rotne å, "den rytande ån" vilket syftar på vattendragets olika forsar och vattenfall varav ett av de största i stadens nuvarande centrum. Ronneby omnämns redan 1231 i Kung Valdemars jordebok, medan Ronnebys äldsta dokumenterade stadsprivilegier tillkom år 1387 genom ett förnyat privilegiebrev. Detta gör Ronneby till länets äldsta stad följd av Sölvesborg år 1445. 
Arkeologiska fynd visar att stadsbildningen växte under 1200-talet i samband med ett ökat sillfiske och under århundradets lopp beslutade den danska kungamakten, att anlägga en stad på platsen. Staden skyddades naturligt av Ronnebyån vilken fungerade som en vallgrav på tre sidor, medan man i öster kompletterade skyddet med en palissad och en grävd vallgrav – ungefär med samma sträckning som nuvarande Prinsgatan. Staden hade också en stadsvakt, en form av kombinerad brandkår och ordningsvakt för stadens inre skydd. Under 1400-talet bestod denna vakt av cirka femton man. Vattenfallet i stadens centrala del blev samtidigt en naturlig kraftkälla för att driva framförallt kvarnar i det område, som idag kallas för Möllebacken i stadsdelen Bergslagen.

### Ronneby blodbad
Heliga Kors kyrka byggdes under 1100-talet och var en central plats under Ronneby blodbad den 4 september 1564, där den svenske kungen Erik XIV beordrade en massaker av tvåtusen män, kvinnor och barn. Vattnet i ån skall ha färgats rött av offrens blod. Flera tog sin tillflykt till kyrkan, där man idag kan beskåda den gamla kyrkporten från blodbadet, med yxhugg och brännmärken från angriparnas åverkan. Både den svenska och den danska sidan använde massakerns blodighet som propaganda; svenskarna för att visa på en stor seger, och danskarna för att visa på svenskarnas grymhet.
Efter Ronneby blodbad återuppbyggdes dock staden snart trots den totala förstörelsen. Den återfick dock inte sin forna storhet, sjöfarten var viktig för många städer och Ronnebys hamn i Ronnebyån höll inte måttet, och trots friheter som befrielse från förbudet att föra livsmedel till Tyskland 1592, hade svårt att växa. Läget förbättrades inte av att Kristianopel 1600 erhöll stadsprivilegier. Tanken var att Kristianopel skulle fungera som hamn åt Ronneby och att städerna skulle bli en konkurrent till Kalmar. Avståndet mellan Ronneby och Kristianopel var dock för stort för att det skulle bli praktiskt och man fick två knaggligt fungerande städer.

### Den danska staden blir svensk
I och med freden i Roskilde 1658 blev Blekinge svenskt. Kristianopel förlorade nu sina stadsrättigheter. I stället förlänades istället Bodekull stadsrättigheter 1664. År 1680 meddelades officiellt, att Ronneby skulle flyttas till Karlskrona. Samma år inträffade en brand i Ronneby, men utan någon avsevärd flytt inleddes. År 1684 tillträdde en ny landshövding, som fick lov att hota med kraftåtgärder för att få de kvarvarande handlarna i Ronneby, att flytta till Karlskrona.
I samband med detta drogs Ronnebys stadsprivilegier in i syfte, att förmå Ronnebyborna att flytta till Karlskrona. En form av dubbel bosättning tycks inte ha varit ovanlig under åren 1682 till 1686. Detta innebar, att husfadern flyttade till Karlskrona med huvuddelen av sitt hushåll, men lämnade kvar några anförvanter eller drängar, som bevakade den kvarlämnade egendomen i Ronneby. Det var med all sannolikhet därför, som landshövdingen 1686 gav order om att man skulle plocka bort dörrar och fönster på de hus i Ronneby, som ägdes av borgare, och det verkar som att ordern blev åtlydd.
Kristi himmelsfärdsdag 1687 hölls den sista aftongudstjänsten i Ronneby kyrka, vilken därefter var en vanlig sockenkyrka.
I Ronneby anlades 1680 ett "gevärsfaktori", alltså en vapenfabrik, som skulle förse den nyanlagda örlogsstaden Karlskrona med musköter, alltså gevär. Fabriken skulle först ligga vid Djupadal, men personal och byggnader flyttades efter ett kort tag till centrala Ronneby vid nuvarande Mor Oliviagården intill vattenfallet i Ronnebyån. I staden kunde fabriken dra nytta av vattenfallet där det bland annat byggdes verkstäder för borrning av gevärspipor.
Utöver faktoriet och jordbrukarna på stadsjordarna blev även en del andra innevånare kvar i Ronneby. Mjölnare vid vattenkvarnarna, liksom garvare och troligen en del färgare blev kvar i Ronneby. I början av 1700-talet tillkom en del mindre fabriker som ett såpsjuderi och ett pottaskeraffinanderi i Ronneby. 1718 blev Ronneby köping under Karlskrona. Det innebar att handlare från Karlskrona fick rätt att två gånger om året driva handel i Ronneby, varken de eller deras anställda fick permanent bo där. Många av husen, som ännu fanns kvar hyrdes under resten av året ut, och Ronneby tenderade att fyllas med "löst folk". Jordbrukarna på stadens gamla ägor kände behov av att få en byordning fastslagen för att få ordning på situationen. Att upprätta krog verkar ha varit en populär inkomstkälla för de boende i Ronneby, och utöver gästgivargården och källaren i före detta Rådhuset skall de ha varit talrika.
Mot slutet av 1700-talet förbättras dock ordningen. På 1790-talet bestod Ronneby köping av 187 numrerade gårdar förutom flera nybyggda tomter. Det fanns då ett tiotal handelsbodar, åtta garverier, tre färgare, åtta skattlagda kvarnstenar, ett 20-tal hantverkare, två såpsjuderier, en stärkelsefabrik, en klädfabrik och en "stål arbetsfabrik". 1781 fick köpingen ett postkontor.
Under 1730-talet anlades även ett fem våningar högt sockerbruk för raffinering av rörsocker från Västindien på den plats där kulturcentrum idag ligger. Sockerbruket lades ned på 1830-talet och byggnaderna användes istället som kopparslageri. Byggnaden brann ned 1872 och ersattes av Kockums kärlfabriks verkstadsbyggnad som idag inrymmer Ronneby kulturcentrum.

### Kurorten Ronneby
Ronneby brunn är en kurort med järnhaltiga källor som upptäcktes 1705. Brunnsverksamheten blomstrade fram till sekelskiftet 1900 och ansågs vid den tiden vara landets enda kontinentala kurort. Ronneby brunn är ett begrepp som än idag är starkt förknippat med staden vilket också har påverkat stadsbilden, inte minst genom en framträdande träarkitektur i schweizerstil. Den typiska träbebyggelsen sträcker sig från Karön vid havet i söder och upp längs Ronnebyån till brunnsområdet och vidare norrut till stadsdelen Blekan ända fram till stadens centrum i norr.
Stora delar av staden brann ner den 6 april 1864 varefter endast stadsdelen Bergslagen återstår. Beräkningar har gjorts som pekar på att cirka 80 procent av stadsbebyggelsen förstördes i branden. Invånarna i staden beslutade efter en kommunalstämma den 26 april samma år om att staden skulle återuppbyggas på samma plats som tidigare, men nu med en ny stadsplan med breda raka gator likt arkitekten Haussmanns plan för Paris. Efter stadsbranden återuppbyggdes den nya kvartersstaden till stor del av nya trähus, vissa av dessa med sockel eller bottenvåning i sten eller tegel efter tidens stadsplaneringsideal vars syfte var att minska brandrisken i städerna. Av dessa hus är det relativt få som återstår då ett större antal revs i samband med så kallade saneringsplaner i stadskärnan under främst 1960-talet. Samtidigt har innerstaden flera goda exempel på både 1950- och 1960-talsarkitektur med delvis ovanliga fasadmaterial så som skivor av emaljplåt. Detta är en utstuderad koppling till Kockums Emaljerverk och traditionen av emaljerade kärl.
I Ronneby fanns ett kungligt danskt vicekonsulat 1872–1984 beläget vid Gångbron på Nedre Brunnsvägen, alldeles vid Ronnebyån. Under denna tid tjänstgjorde fem vicekonsuler. Staden har också hållit kaserner för en volontärskola tillhörande Blekinge bataljon, som uppfördes på 1890-talet. Dessa byggnader finns idag inte längre kvar, men på samma plats ligger idag stadens hälsocentrum med läkarstation, tandvård, apotek mm.

### Historiska kommunikationer
Sommaren 1889 invigdes Mellersta Blekinge järnväg nya järnvägssträckning mellan Karlshamn och Karlskrona där Ronneby fick vara säte för bolagets huvudkontor. Ronneby fick även en bibana ut till Ronneby hamn i samband med anläggandet av den nya järnvägen med stopp vid Brunnshotellet, dock på motsatt sida av Ronnebyån. Passagerarbåtarna Ronneby och Bleking trafikerade Ronnebyån och Ronnebys grannstäder som ett komplement till järnvägsförbindelserna fram till år 1889. Ronneby förbands dessutom med Tingsryd genom den smalspårig järnväg Bredåkra–Tingsryds Järnväg från samma epok.
Från sekelskiftet 1900 och fram till 1930-talet trafikerades Ronnebyån av bolaget Ronneby Ångslups AB med fem ångslupar i sin flotta, däribland Karö, Freja och Turist. Bolaget var under sin aktiva tid i stort sett ensam aktör för kommunikationen mellan skärgården och staden med hållplatser vid bland annat Strandgatan och Rådhuset. Kajplatserna vid Strandgatan har idag återkommit i stadsbilden genom Ronneby kommuns stadsomvandlingsprojekt genomfört 2014. Idag förtöjs dock endast fritidsbåtar vid de nyanlagda bryggplatserna i Ronnebyån.

### Administrativa tillhörigheter
Ronneby var och är kyrkby i Ronneby socken och bildade vid kommunreformen 1862 köpingskommunen Ronneby köping. Denna ombildades 1 december 1882 till Ronneby stad som sedan 1967 utökades med kringliggande socknar/landskommuner innan den 1971 uppgick i Ronneby kommun där Ronneby sedan dess är centralort.
I kyrkligt hänseende har orten alltid hört till Ronneby församling.
Orten ingick till 1882 i Medelstads tingslag, därefter till 1944 i domkretsen för Ronneby rådhusrätt, därefter till 1948 åter i Medelstads tingslag och sedan till 1970 i Östra och Medelstads domsagas tingslag. Från 1971 till 1974 ingick Ronneby i Östra och Medelstads domsaga, från 1975 till 2001 i Ronneby domsaga och orten ingår sedan 2001 i Blekinge domsaga.

### Befolkningsutveckling
| Befolkningsutvecklingen i Ronneby tätort 1960–2020 | Befolkningsutvecklingen i Ronneby tätort 1960–2020 | Befolkningsutvecklingen i Ronneby tätort 1960–2020 | Befolkningsutvecklingen i Ronneby tätort 1960–2020 | Befolkningsutvecklingen i Ronneby tätort 1960–2020 |
| -------------------------------------------------- | -------------------------------------------------- | -------------------------------------------------- | -------------------------------------------------- | -------------------------------------------------- |
|                                                    |                                                    |                                                    |                                                    |                                                    |
| År                                                 |                                                    |                                                    | Folkmängd                                          | Areal (ha)                                         |
| 1960                                               | 1960                                               |                                                    | 9 069                                              |                                                    |
| 1965                                               | 1965                                               |                                                    | 11 019                                             |                                                    |
| 1970                                               | 1970                                               |                                                    | 11 801                                             |                                                    |
| 1975                                               | 1975                                               |                                                    | 12 086                                             |                                                    |
| 1980                                               | 1980                                               |                                                    | 12 019                                             |                                                    |
| 1990                                               | 1990                                               |                                                    | 11 355                                             | 751                                                |
| 1995                                               | 1995                                               |                                                    | 11 740                                             | 763                                                |
| 2000                                               | 2000                                               |                                                    | 11 857                                             | 764                                                |
| 2005                                               | 2005                                               |                                                    | 11 767                                             | 766                                                |
| 2010                                               | 2010                                               |                                                    | 12 029                                             | 775                                                |
| 2015                                               | 2015                                               |                                                    | 12 612                                             | 821                                                |
| 2020                                               | 2020                                               |                                                    | 12 803                                             | 811                                                |
|                                                    |                                                    |                                                    |                                                    |                                                    |

För att se befolkningsutvecklingen i kommunen som helhet, se vidare under Ronneby kommun.

## Landskap
Ronneby ligger i ett kuperat landskap i utkanten av ett sprickdalslandskap som formades under istiden. Stadens historiska centrum ligger på en av landskapets högsta punkter med ett bördigt ådalslandskap runtomkring. Staden har en hög andel grönska som ligger insprängd mellan olika stadsdelar tack vare att den kuperade terrängen där de brantaste delarna inte har bebyggts utan istället blivit brönområden. Ofta är dessa placerade på kullar och höjdryggar ovanför bebyggelsen i dalgångarna. Skogar och grönområden runt staden består i hög grad av ek och tall där tallskogarna ofta ligger högst belägna i mer torra områden och ekskogarna strax nedanför. Vanligt förekommande i landskapet är att urberget framträder i så väl stads- som landskapsbilden genom branta klippväggar och berghällar.

### Sjöar
Staden Ronneby är omgiven av flera sjöar och mindre gölar som på olika sätt har påverkat vart och hur staden har vuxit fram. Flera av dessa ingår som delar i stadens kringliggande rekreationsmiljöer.
| - Hultagölen - Härstorpssjön - Persborgsgölen - Skärsjön - Trollsjön |

### Vattendrag
Ett antal vattendrag rinner igenom Ronneby varav Ronnebyån är det mest påtagliga, såväl för den historiska stadens framväxt som en tillgång i den moderna stadsbilden.
| - Ronnebyån - Sörbybäcken |

### Skärgård
Ronneby har genom Ronnebyåns förbindelse med Östersjön en skärgård, rik på öar, kobbar och skär. Skärgården har ett tydligt sammanhang med staden bland annat genom riksintresseområdet för Karön, Blekan och Ronneby brunn. Skärgården har en karaktär av lövskogsbeklädda öar närmast land och ett kargare hedlandskap med företrädesvis högvuxen en längre ut i kustbandet. Många örat ligger tätt intill varandra med smala sund och har ofta en brant topografi. Flera öar är bebyggda så som exempelvis Karön. Skärgårdens landskap är på många sätt präglat av människans aktiviteter, inte minst genom flera stenbrott som på ett påtagligt sätt förändrat bergssidorna på flera öar under 1930-talet.
Exempel på större öar i Ronneby skärgård:
| - Almö - Dunsön - Gåsfeten - Gö - Harön - Inre Stekön - Jordö | - Karön - Stora Ekön - Ulvaskärvet - Torkö - Yttre Stekön |  |

## Stadsbild

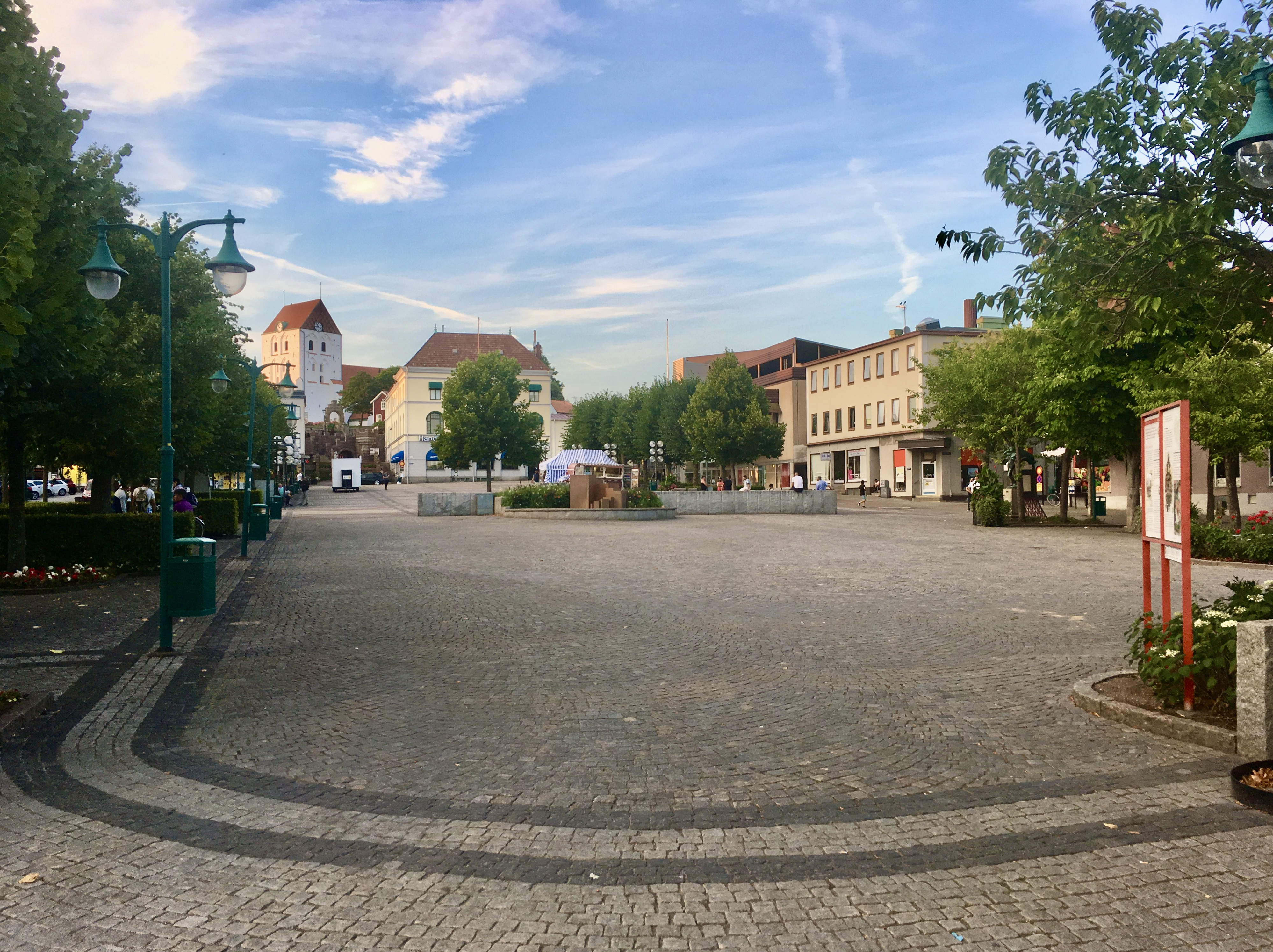
Ronneby torg fotograferat år 2018.

Ronnebys stadsbild präglas i hög grad av brunnsepokens relativt omfattande utbyggnad av trähusbebyggelsen längs Ronnebyån under det sena 1800-talet. Stadens centrum har två olika slags karaktär där den äldsta stadsdelen Bergslagen har kvar sitt gatunät från medeltiden tillsammans med en småskalig trähusbebyggelse medan staden runtom är en rutnätsstad med högre bebyggelse. Byggnader som Heliga Kors kyrka och Ronneby Gamla vattentorn är mycket framträdande i stadsbilden då dessa genom sina högt belägna placeringar kan ses från hela stadens centrum och bildar en för Ronneby karaktäristisk horisont. Flera hus har byggts i staden efter erkända arkitekter som Gunnar Asplund och Wolter Gahn, frontfigurer i införandet av funktionalismen i Sverige. 

### Stadsdelsområden
| - Bergslagen - Blekan - Ekenäs - Espedalen - Fredriksberg - Gamla Hulta - Grönaslätt | - Hjorthöjden - Hulta - Kalleberga Hallar - Karlstorp - Lugnet - Lugnevi - Parkdala | - Persborg - Påtorp - Risatorp - Runhöjden - Rydénskan - Rönninge | - Snäckebacken - Sörby - Volontärbacken - Älgbacken - Ällegården |

### Övriga stadsdelar
| - Brunnsområdet med Ronneby brunnspark, Brunnshallarna, Södra Brunnskogens naturreservat, Ronneby brunnsbad, Kvitterplatsen, Brunnshotellet kallad "Brunnen" och alla Brunnsvillorna, som används för företagande, utställningar och studentboende. På gränsen mellan Brunnsparken och Brunnsskogen ligger den nämnda Kvitterplatsen, som är en scen med plats för upp emot 500 personer i publiken. Brunnsområdet utgör idag ett riksintresse för kulturmiljön där många byggnader är K-märkta enligt Kulturmiljölagen och även skyddade i Ronneby kommuns detaljplaner för området. |

### Stadens kvarter
I Ronneby kan stadskärnan i huvudsaklig delas in i två delar, den med ett medeltida gatunät som klarade sig undan stadsbranden 1864 och den rutnätsstad som uppfördes efter stadsbranden. Innerstadens kvarter numrerades och namngavs efter markregleringar år 1900.
| - Kvarteret Axel - Kvarteret Bror - Kvarteret Carl - Kvarteret David - Kvarteret Ernst - Kvarteret Frans - Kvarteret Knut - Kvarteret Lars - Kvarteret Måns | - Kvarteret Nils - Kvarteret Olof - Kvarteret Per - Kvarteret Rolf - Kvarteret Victor - Kvarteret Xenofon - Kvarteret Yngve - Kvarteret Ängeln - Kvarteret Åke - Kvarteret Zakeus | - Kvarteret Disa - Kvarteret Elsa - Kvarteret Frida - Kvarteret Herta - Kvarteret Gertrud - Kvarteret Gunhild - Kvarteret Hans - Kvarteret Georg - Kvarteret Ulf - Kvarteret Idrotten och Jägaren |

### Enskilda byggnader
Bland de enskilda byggnader som finns i Ronneby bör nämnas arkitekten Gunnar Asplunds första egenritade villa, ritad för överbanmästare Johansson på Övre Brunnsvägen.⁶
| - Asplundvillan - Borgmästargården - Brunnshallarna - Brunnskällan - Ekholzka gården - Gaddska huset - Gamla rådhuset - Gamla teatern | - Heliga Kors kyrka - Hviidehus - Kockums Emaljerverk - Kockumvillan - Massmanska kvarnen - Mor Oliviagården - Möllebackagården - Ronneby brunnshotell | - Ronneby Gamla vattentorn - Ronneby Stads Elverk - Rådhuskällaren - Stadshuset - Stationshuset - Tingshuset - Vesperklockan - Vidablick |

### Broar
| - Fredriksbergsbron - Gamla järnvägsbron - Gångbron - Möllebacksbron - Norrebro | - Schopfheimbron - Stadshusbron - Steglitz-Zehlendorfbron - Söderbro - Västerbro |

### Torg
- Fisktorget
- Möllebackstorget
- Ronneby torg

### Parker och grönområden
Ronneby har en djup tradition av flanörsstad med nära tillgång till parker och grönområden av hög kvalité, inte minst Brunnsparken som utgör ett Riksintresse för kulturmiljön. Detta kan spåras till stor del av stadens koppling till kurortens verksamhet vid Ronneby Brunn.
| - Davids kulle - Ronneby brunnspark - Rådhusparken - Silverforsen | - Snäckebacken - Södra Brunnskogens naturreservat - Vänortsparken |

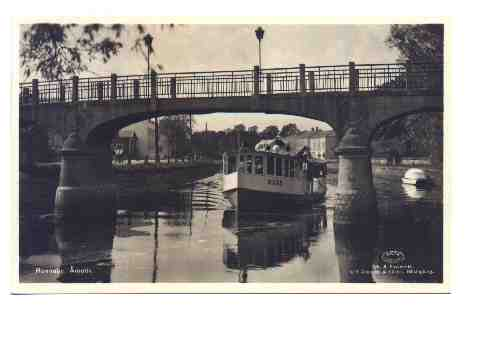
Gammalt vykort med ångaren Karö i Ronnebyån vid passage under Gångbron, Ronneby.
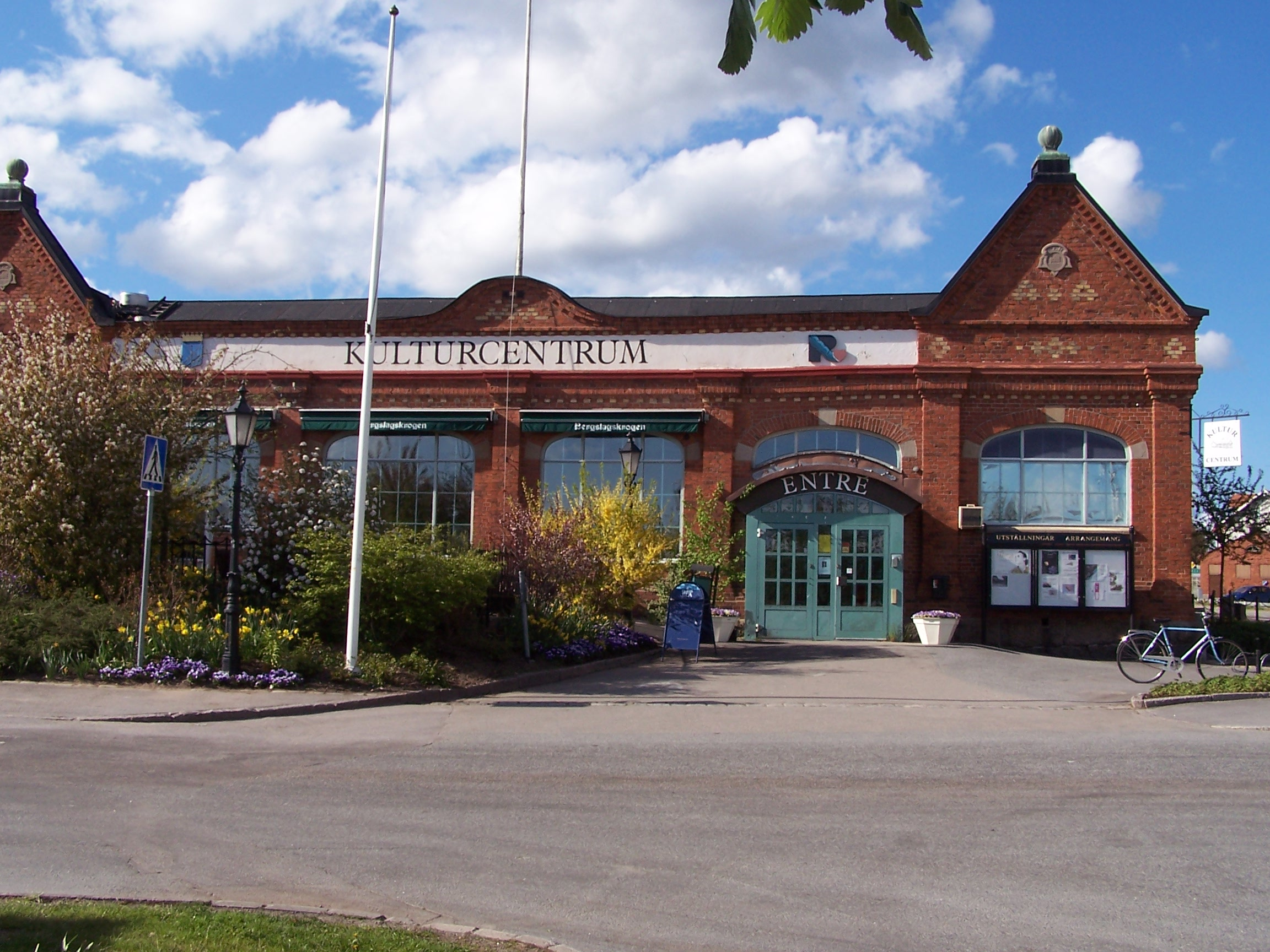
Kulturcentrum i Ronneby.
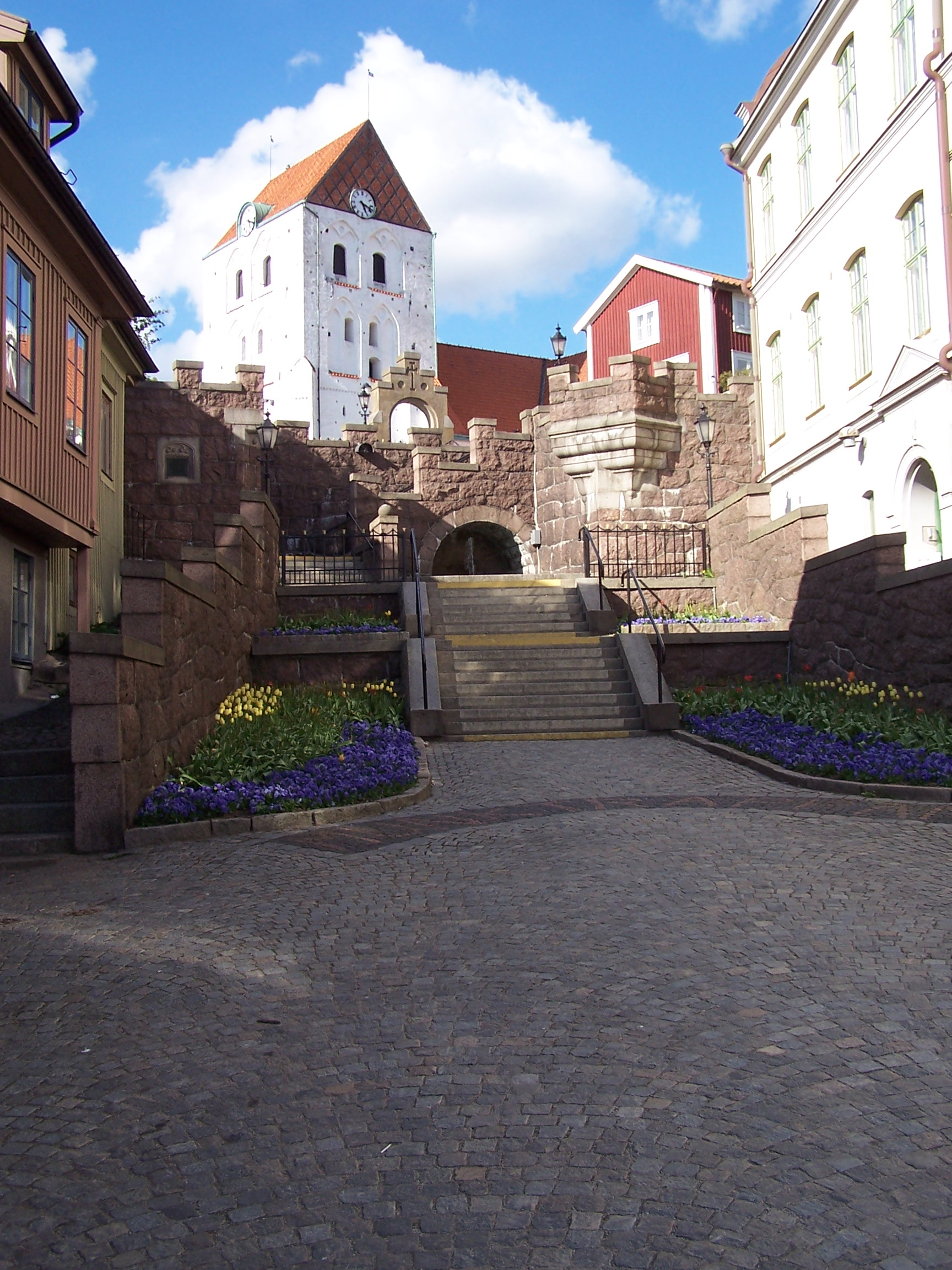
Munktrappan med Heliga Kors kyrka i bakgrunden.
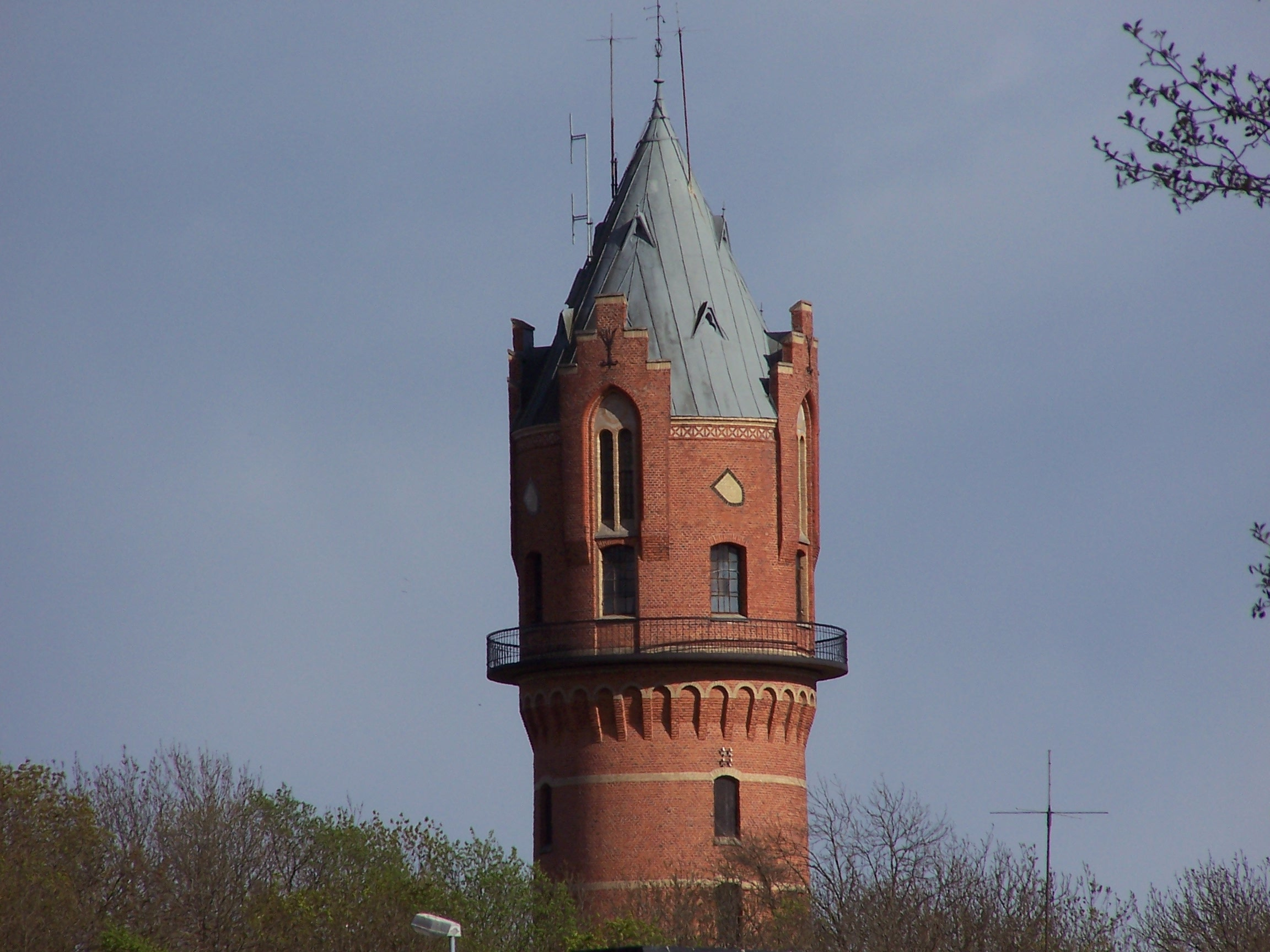
Ronneby Gamla vattentorn.
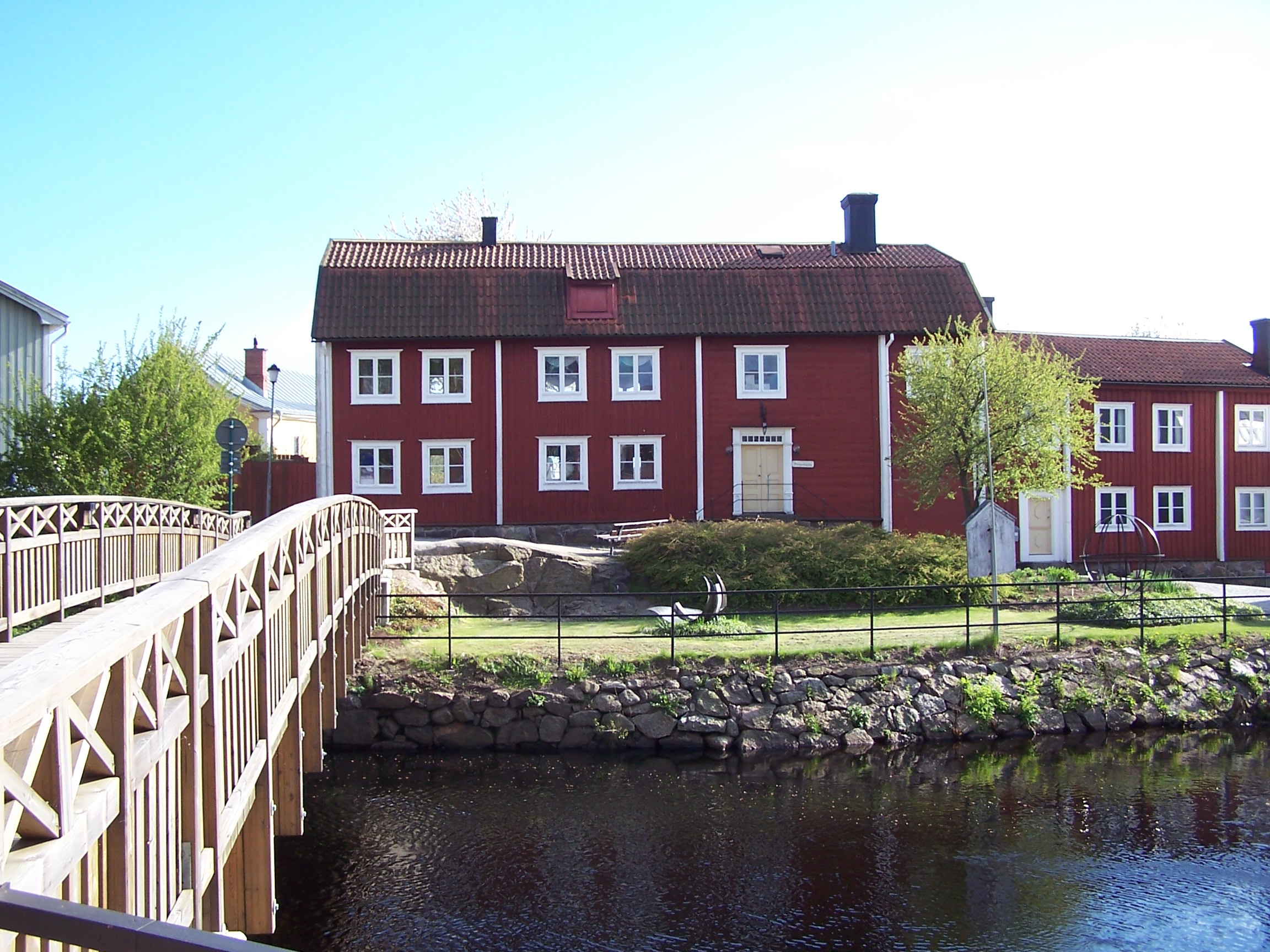
Vy över Ronnebyån med Möllebackagården och Möllebacksbron.
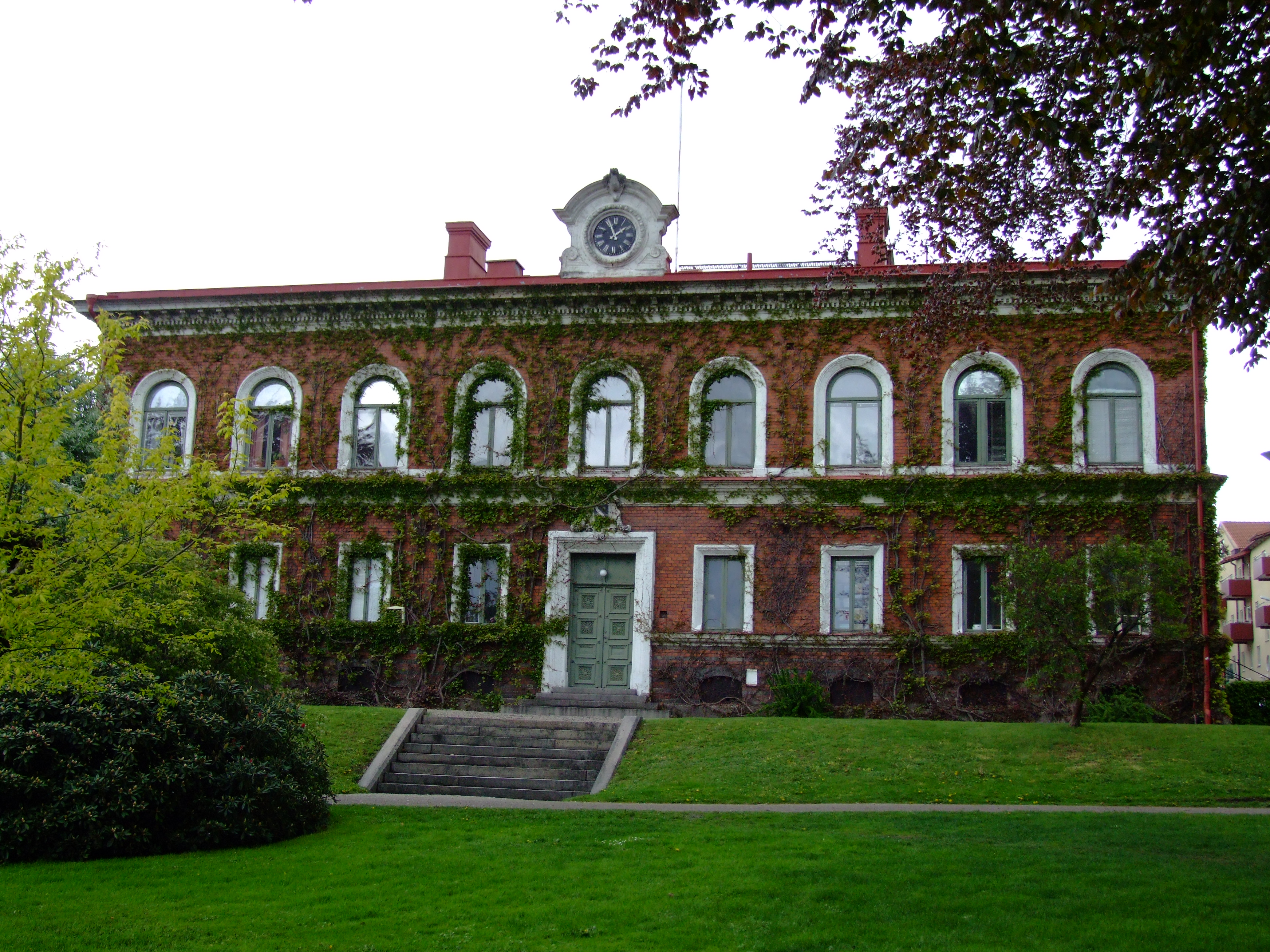
Gamla rådhuset i Ronneby.
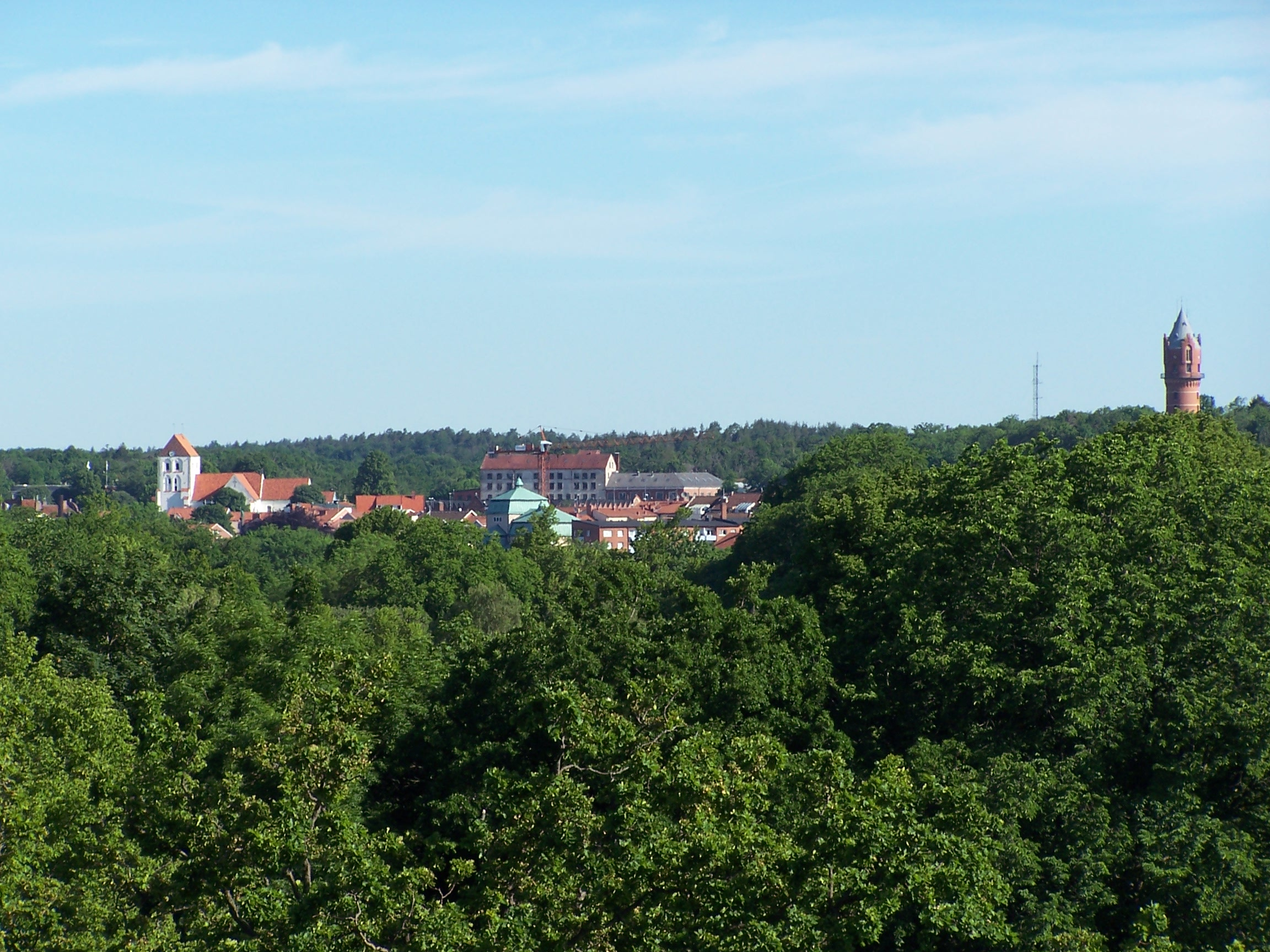
Ronneby centrum sett på avstånd från Östra Kumlet i Ronneby brunnspark.
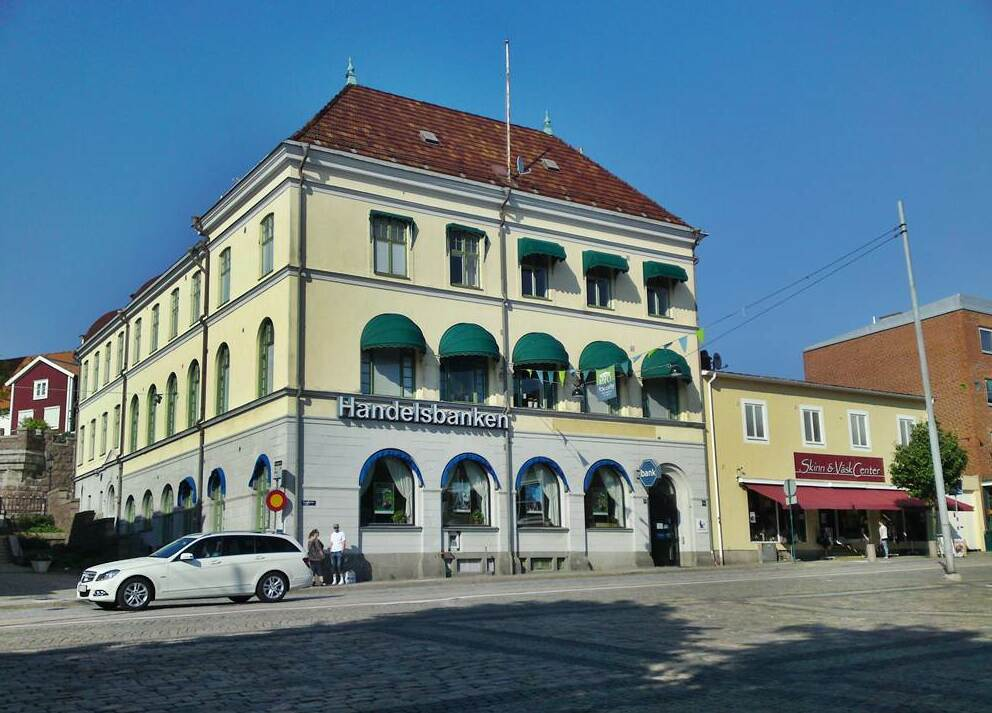
Stadens äldsta bankhus på norra sidan av Ronneby torg

### Utsmyckning

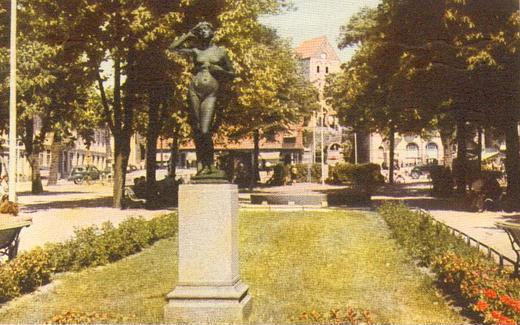
Snöklockan vid den tidigare utmärkta placeringen på Ronneby torg.

I Ronneby återfinns bland annat ett flertal skulpturer utförda av Per Hasselberg liksom av Gunnar Nilsson och Wilhelm Gieseke:
- Blomsterflickan vid Heliga Kors kyrka av Wilhelm Gieseke.
- Grodan av Per Hasselberg vid Ronneby brunn.
- Mimi eller La petite baigneuse vid gamla Tingshuset av Gunnar Nilsson.
- Snöklockan  av Per Hasselberg i Stadshuset och vid Ronneby torg.
- Såningskvinnan av Per Hasselberg vid folkhögskolan i Bräkne-Hoby.
- Tjusningen av Per Hasselberg i Rådhusparken.
- Vågens tjusning av Per Hasselberg vid vårdcentralen i Bräkne-Hoby.

### Hamnar
Ronneby är en kuststad med Ronnebyåns förbindelse till havet och har därför även flera hamnar. En sammanhängande bebyggelsen ringlar sig fram i ådalen vilket gör att Ronneby hamn på så vis vuxit samman med Ronneby tätort.
- Ronneby hamn
- Ekenäs småbåtshamn

### Kallinge flygplats

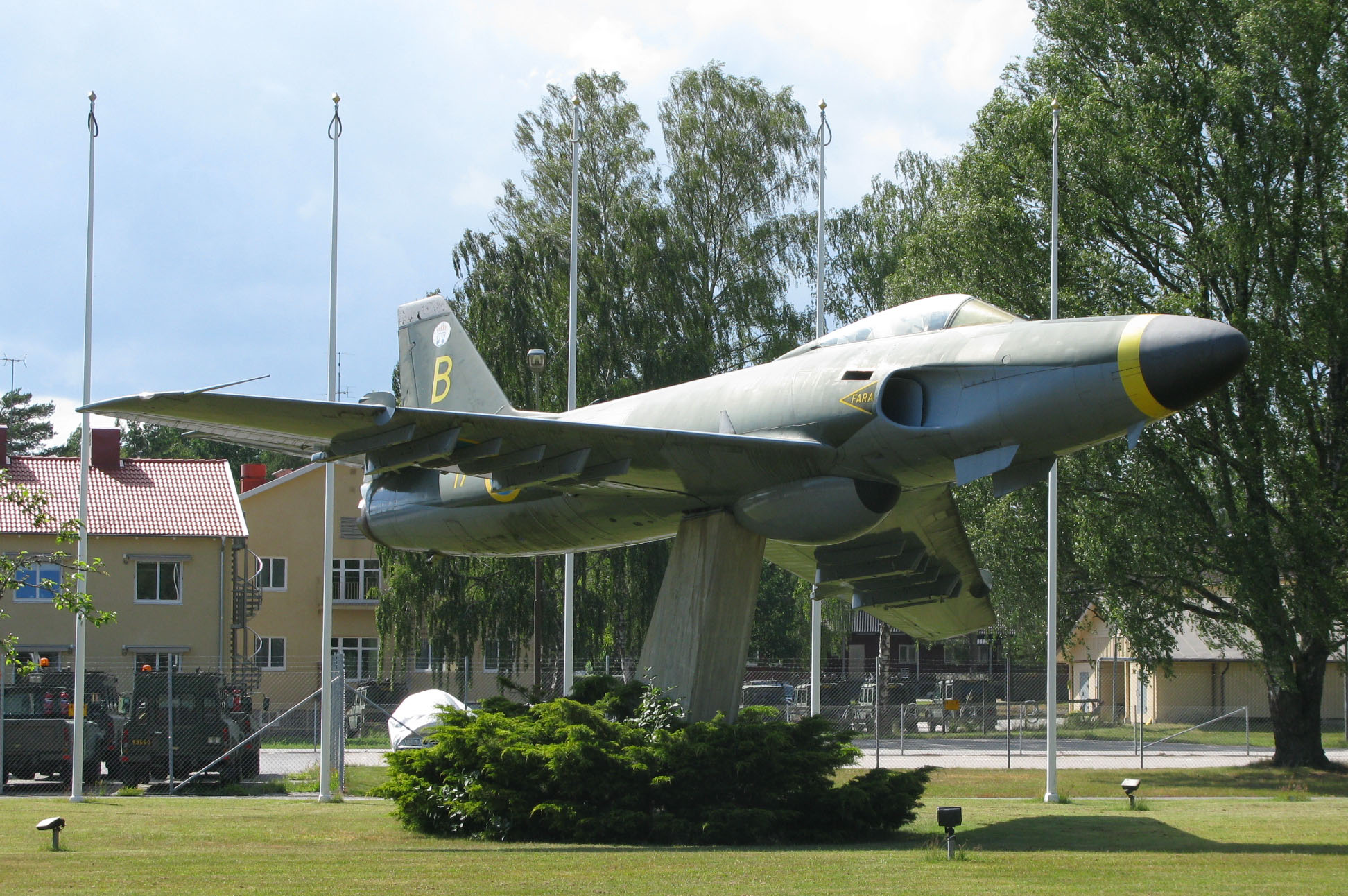
Ronneby är en flottiljstad, här ses en A 32A Lansen utanför F 17.

Norr om staden finns Ronneby flygplats och Blekinge flygflottilj (F 17) i Kallinge anlagd 1944. Flottiljen har inte bara påverkat utvecklingen av Kallinge utan även av Ronneby med hänsyn till exempelvis arbetstillfällen och kommunikationsmöjligheter men även vart staden kunnat växa i relation till olika restriktionsområden. Startande och landande flygplan syns ofta över Ronneby då landningsbanan är förlagd i nord-sydlig riktning och den södra inflygningsvägen löper över staden. I samband med att flygplatsen anlades byggdes det också en stor mängd bostäder i både Kallinge och Ronneby, så kallade "flygarbostäder" för att förse flottiljens personal med familjer med boende. Bostadsutbyggnaden var som störst i slutet av 1940-talet och dessa bostäder avsåg både flerbostadshus med blandade lägenhetsstorlekar och mindre villor, samtliga i funktionalistisk arkitektur.

## Näringsliv
Ronneby har historiskt sett varit en handelsstad med anknytning till den tyska Hansan. I modern tid finns en tradition av verkstadsindustri vilken kan förknippas med Kockums Emaljverk, Weltings garveri och C.E. Bergmans sågverk. Stenhuggeri förekom i större skala under 1930-talet och flera stenbrott fanns i kommunen längs kusten och på flera öar. Under 1900-talet har näringslivet bestått i ett mindre antal tillverkningsindustrier och en större andel småföretag. Ronneby har exempelvis haft ett glasbruk alldeles invid Ronnebyån kallat just Ronneby glasbruk. Blekinge flygflottilj är en stor arbetsgivare inte bara för Kallinge utan även för Ronneby sedan den anlades 1944. I modern tid har handelsområdet Viggen vuxit fram norr om staden i korsningen mellan europaväg E22 och väg 27 mot Växjö. Handelsområdet har fått sitt namn efter den JA 37 Viggen vilken står som monument invid europavägen. I Ronneby ligger också Soft Center som sedan 1990-talet varit ett utvecklingscentrum för IT-tjänster med koppling till forskning vid Blekinge Tekniska Högskola.

### Verksamhetsområden
| - Handelsområde Viggen - Södra industriområdet - Verksamhetsområde Gärdet - Västra industriområdet |

### Större arbetsplatser
Exempel på större arbetsplatser i Ronneby stad med närområde:
| - Alfa Laval - Blekinge flygflottilj - Flextronics - MT Robotic Solutions AB - Orbit One | - Ronneby brunn - Sifo - Södra Skogsägarna - Tarkett - Water Jet Sweden AB |

### Handel
Ronnebys traditionella handelsområde finns runt Kungsgatan och Ronneby torg. Det finns även ett nyare handelsområde med större enheter längre norrut vid Karlshamnsvägen. Enligt SCB:s avgränsning av handelsområden för år 2015 hade området runt Kungsgatan koden 1081H002 och bestod av 25 arbetsställen för detaljhandel medan det runt Karlshamnsvägen fick koden 1081H001 och hade 12 arbetsställen.
Kooperativa föreningen Framåt i Ronneby grundades 1902. Namnet ändrades senare till Konsumtionsföreningen Ronneby m.o. År 1963 uppgick föreningen i Konsumtionsföreningen Karlskrona med omnejd. Ronnebyföreningen hade fusionerats med Kuggeboda konsumtionsförening 1962 och Kallinge Handels AB 1963.

#### Runt Kungsgatan
Kungsgatan i Ronneby var påverkad av 1960-talets varuhusbyggande där hela kvarter revs för att göra plats. Epa hade invigts i juni 1961 på torgets västra sida (i Kvarteret Lars). Den följdes av Ronnebys första Domusvaruhus (senare biblioteket) som byggdes på Kungsgatan 35 (Kvarteret Ängeln) och invigdes den 9 maj 1963. Redan mot slutet av 1960-talet ville varuhusen ha större lokaler och fick lov att bygga nya varuhus i närheten av de gamla.
Nya Domus låg på andra sidan gatan på Kungsatan 33 (Kvarteret Victor) och invigdes den 8 oktober 1970. I maj 1985 nyöppnade Domus som en K-marknad, vilket den var fram till 2005 när den skyltades om till Konsum.
Nya Epa hade ritats av Sten Fredriksson och låg på torgets östra sida (Kvarteret Olov). Det invigdes 1971. Senare inhyste byggnaden matbutiken Prisesset som blev Matex och i januari 2004 skyltades om till Willys.
År 2005 bestämdes det att Konsum skulle läggas ner. Nedläggningen skedde den 31 mars 2006 och kooperationen lämnade Ronneby efter över hundra år. Redan innan Konsum stängde stod det dock klart att Willys skulle flytta in i gamla Domus/K-marknaden senare under 2006. Epahuset som Willys lämnat blev istället en galleria kallad Galleria Diamanten som öppnade i maj 2008.

#### Runt Karlshamnsvägen
På Karlshamnsvägen 8 har åtminstone sedan tidigt 1970-tal funnits en Ica-stormarknad som gradvis byggts ut och blivit en Ica Maxi. I juli 2004 öppnade Lidl precis norr om Ica Maxi.
Coop återkom till Ronneby den 28 april 2022 genom etableringen av Stora Coop. Stora Coop byggdes på en tomt som dittills använts av Gamla Jernboden (Järnia) som funnits där sedan 1977.

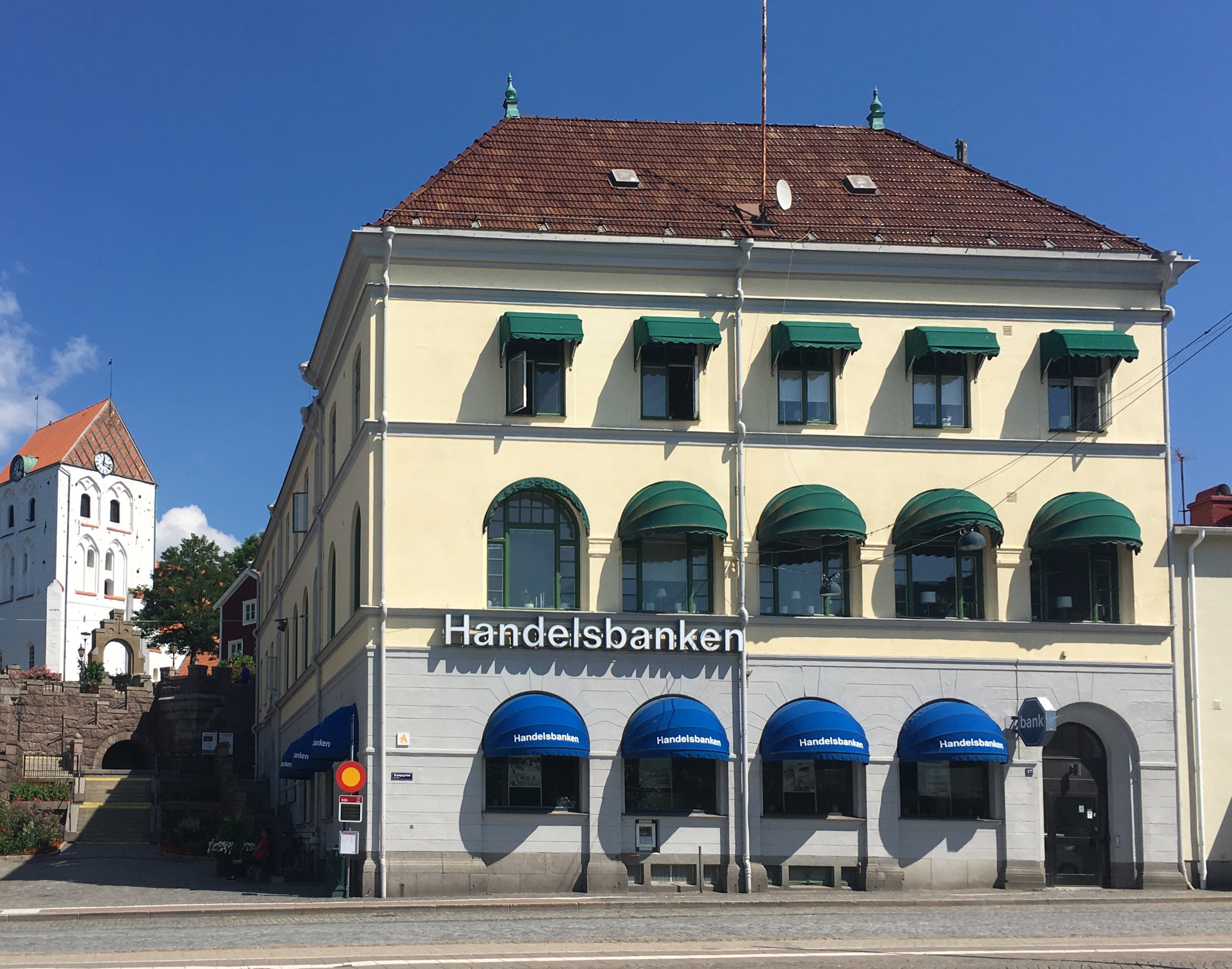
Ronnebys äldsta bankbyggnad vid Kungsgatan och Munktrappan – under många år fanns här ett kontor för Handelsbanken.

### Bankväsende
Ronneby sparbank grundades 1839 och var en fristående sparbank fram till 1979 när den uppgick i Sparbanken Kronan (sedermera Swedbank).
Kristianstads enskilda bank öppnade ett kontor i Ronneby på 1860-talet. Även Blekinge bank hade kontor i Ronneby. Kristianstads enskilda bank uppgick sedermera i Handelsbanken. Blekinge bank uppgick i Svenska lantmännens bank som hade kontor i Ronneby, liksom dess efterföljare Jordbrukarbanken och PKbanken. Skandinaviska banken öppnade den 2 juni 1969.
Nordea stängde sitt kontor i Ronneby år 2014. SEB avvecklade sitt kontor i Ronneby i februari 2021. I november 2021 stängdes även Handelsbanken. Därefter fanns Swedbank kvar i Ronneby.

## Utbildning
På gymnasial nivå bedrivs utbildning genom Knuthahnsskolan med inriktningar som natur-, samhälls-, teknik-, estetiskt-, industri-, fordons- och flygtekniskt program. 
Ronneby kommun har en utbildnings- och forskningsenhet kallad Cefur – Centrum för forskning och utveckling i Ronneby som föreläser och utbildar i frågor som rör hållbar utveckling. Kärnan för denna verksamhet grundas i hållbarhetsteorierna om Cradle to Cradle, förkortat C2C vilket omfattar allt från konsumentprodukter till stadsutveckling. Vidare finns också Ronneby kunskapskälla vilka främst riktar sig till kompetenshöjande utbildningar inom näringslivet och bedriver utbildning på yrkeshögskolenivå, men bistår också studier vid högskolor och universitet vid till exempel distansstudier. Ytterligare kursutbud finns att tillgå genom Studieförbundet Vuxenskolan som erbjuder kvällskurser i exempelvis navigation, möbeltapetsering och flera olika hantverksformer.  

### Grundskolor
I Ronneby finns flera grundskolor i olika delar av staden med olika storlek och utformning.
| - Fredriksbergsskolan - Thoren Framtid - Skogsgårdsskolan - Snäckebacksskolan - Parkdalaskolan |

### Gymnasium och högre utbildning
I Ronneby fanns tidigare Blekinge Tekniska Högskola (BTH), först känd som Högskolan i Karlskrona-Ronneby (HK-R), från 1989 fram till 2010 då kvarvarande verksamhet fördes över till Karlskrona.
| - Knut Hahnsskolan - Ronneby kunskapskälla |

### Övrig utbildning
På Ronneby flygplats bedriver Blekinge flygklubb en flygskola med pilotutbildningar för flera typer av privata flygcertifikat.
| - Cefur - Blekinge flygklubb |

## Evenemang och turism

Exempel från bilutställningen Nostalgia Festival i Ronneby brunnspark. På bilden en Volkswagen Typ 1.

På sommarhalvåret arrangeras en återkommande loppmarknad i Brunnshallarna i anslutning till Brunnsparken varje söndag. I parkens södra del invid Silverberget hålls även arrangemang som Diggiloo och andra sommarkonserter. 
Ett arrangemang som sedan 2001 arrangeras under sommaren är Nostalgia bilutställning. Utställningen har med tiden vuxit och omfattar idag större delen av Ronneby brunnspark och inkluderar så väl bilar som båtar, motorcyklar, mopeder, båtar och även flygplan. Till utställningen hör även en marknad för allehanda saker med nostalgisk anknytning. Även fler mer eller mindre återkommande bilträffar förekommer under sommaren i Ronneby brunnspark tack vare parkanläggningens goda möjligheter till uppställningsytor, logi och estetiskt tilltalande omgivningar. Exempel på detta är utställningen av amerikanska muskelbilar Pony & Muscle Car Meet och Svenska MG-klubbens årsträff.
Tosia Bonnadan är en marknad som går av stapeln varje sommar och lockar mängder med besökare. 
Sillarodden är ett årligt evenemang som bygger på Ronnebys historiska koppling till den småskaliga fisknäringen längs kusten där fiskarbefolkningen seglade och rodde upp längs ån till centrum för att sälja sin fångst. Evenemanget är en tävling där varje deltagande lag ror en roddbåt lastad med en viss angiven mängd sill från Ronneby hamn och uppströms Ronnebyån till Ronneby torg. Det lag som först har sålt all sin sill på torget har vunnit tävlingen.
Närheten till hänförande natur och skärgård är ytterligare en sak som lockar turister till Ronneby, inte minst vad gäller turister med fritidsbåtar. Under sommarhalvåret är bryggplatserna längs hela Ronnebyån nedströms vattenfallet i stadens centrum ofta fullt belagda med mindre fritidsbåtar. Utöver detta är det många turister och stadsinvånare som seglar upp längs ån till stadens centrum för att förtöja sina båtar vid de offentliga bryggplatserna vid Ronneby torg.

## Etymologi
Ursprunget till namnet Ronneby är inte fullt belagt. Den huvudsakliga teorin 2017 är att staden fått sitt namn av Ronnebyån som från början hette "Rotne å" eller "Rothn", vilket syftar på vattendragets olika forsar och vattenfall. Namnet består av två delar: Ronne- och -by där den ursprungliga danska betydelsen av ändelsen "by" betyder "stad". Den första delen av namnet "Ronne" sägs komma av en platsbeskrivning på forndanska, där "Rothen" betyder rytande eller forsande vatten, något som stämmer mycket bra på Ronnebys geografi med vattenfallet mitt i stadens centrum. Det ursprungliga medeltida namnet skulle därför utläsas "Rothenby" eller "Rothneby". Av detta namn finns det variationer med bland annat tysk språkblandning som "Rottnebü". Ett exempel på detta är stavningen på kyrkmålningar i Heliga Kors kyrka. Variationen av stavningen beror dels på stadens tyska handelsförbindelser men också på att man vid denna tid inte hade någon standardiserad stavning av skrivspråket.

## Sport och idrott

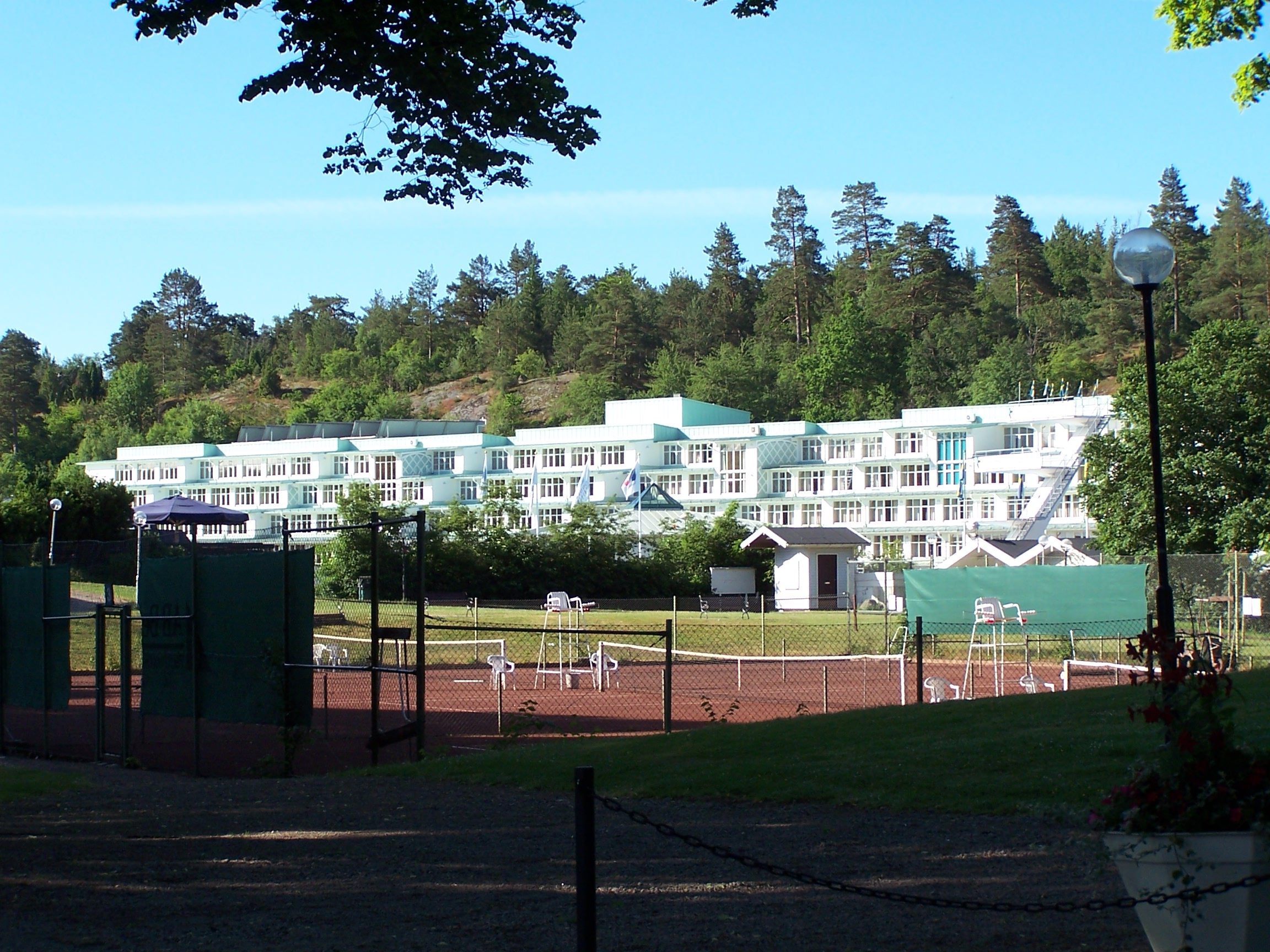
Ronneby Brunnshotell Silverhill med några av brunnsområdets tennisbanor.

I Ronneby stad finns den anrika Brunnsvallen, en idrottsplats för friidrott och bollspel som uppfördes 1928. Idrottsplatsen har fått sitt namn av stadens anknytning till Ronneby brunn och att den ligger invid Blekan som utgör en del i Brunnsområdet. Ronneby Brunn har också många gånger stått värd för stora tävlingar i simhopp, så som svenska mästerskapstävlingar och liknande. Ytterligare en idrottsform med historisk koppling till Ronneby Brunn är tennisen. Tennisbanor har alltid kantat Brunnshotellet och funnits i parkanläggningen som en del i kurortsgästernas rekreation. Dessa tennisbanor används alltjämt för lokala och regionala tävlingar under sommarhalvåret då de består av utomhusplaner med underlag av grus. Tennisbanorna finns på flera platser i Brunnsparken med natursköna omgivningar varav några i anslutning till brunnshotellet. Vissa banor ligger ingrävda i bergssluttningar vilket ger en vacker utsikt över dalgången nedanför.
Mellan Ronneby centrum och Ronneby hamn samt öster om Södra Brunnskogens naturreservat ligger Ronneby golfklubb med en artonhåls golfbana.
Fredriksbergs BK, har länge varit Blekinges enda kvarvarande bandyklubb trots mycket dåliga förutsättningar. För det mesta har man tvingats spela sina hemmamatcher på Åby/Tjuredas bana i Växjö kommun. Sommaren 2011 kom beslutet att anlägga en konstfrusen bana vilken blev en succé redan första säsongen. Bandybanan ligger på en plats kallad Lugnevi som är belägen i direkt anslutning till stadsdelen Runhöjden i stadens västra del invid Härstorpssjön.
Ronneby BK, förkortat RBK är stadens fotbollsklubb med hemmaplan på Brunnsvallen.
FC Ilira är stadens nyaste fotbollsklubb. Klubbens hemmaarena är Brunnsvallen
Staden har också en orienteringsklubb, Ronneby OK.
Ronneby har tillsammans med Kallinge ett hockeylag, Kallinge Ronneby Ishockey Förening förkortat KRIF Hockey.
Utöver idrott bedrivs även motorsport i form av motor cross av föreningen SMK Ronneby på en särskilt avsett motorbana i den norra delen av Ronneby och väster om Sörby kallad Sörbybanan.

### Idrottsanläggningar
| - Brunnsvallen - Karlstorpsplanen - Ronneby brunnsbad - Ronneby Horse Center | - Ronneby isarena, Lugnevi - Ronneby simhall - Ronneby sporthall - Ronneby tennishall - Silverbergsplanen |